# Brod luđaka (djelo Sebastiana Branta)
Brod luđaka (suvremeni standardni njemački: Das Narrenschiff, naslov njemačkog izvornika iz 15. stoljeća Daß Narrenschyff ad Narragoniam) je satirično djelo njemačkog književnika Sebastiana Branta iz 15. stoljeća. Djelo je vrlo brzo doseglo svjetsku popularnost i potaknula nastanak mnogih djela o ljudskoj gluposti. Brod luđaka alegorija je na ljudsku glupost. Autor Brant je u svojem vremenu pronašao 111 primjera ljudske gluposti. Za prijevod na hrvatski jezik Dubravko Torjanac je za ovaj prijevod satire njemačkog književnika Sebastiana Branta dobio godišnju Nagradu Iso Velikanović.

## Unutarnje poveznice
- 3. njemačko izdanje iz 1499. tisak Johanna Bergmanna de Olpea u Baselu